# Мужья и жёны
«Мужья и жёны» (англ. Husbands & Wives) — кинофильм режиссёра Вуди Аллена, вышедший на экраны в 1992 году.

## Сюжет
Когда Джек и Салли объявили о своём разводе, их лучшие друзья Гейб и Джуди были шокированы. Главным образом потому, что их брак тоже переживал кризис, и сообщение друзей заставило посмотреть фактам в глаза.

## Факты о фильме
- Вуди Аллен считает фильм «Мужья и жёны» одной из своих лучших работ, потому что, как он отметил позднее, все те радикальные эксперименты, на которые он решился во время съёмок, удались. Как известно, фильм целиком снят на ручную камеру, которая часто снимала актёров со спины или вообще теряла их из виду; также во время монтажа Аллен обрезал ту или иную сцену прямо на середине важного для сюжета диалога и делал резкий переход к следующей сцене.
- Релиз фильма сопровождался крупнейшим скандалом за всю карьеру Вуди Аллена. Техническое новаторство Вуди Аллена в работе над фильмом не осталось незамеченным критиками и зрителями, но, к огромному сожалению режиссёра, осталось в тени другого обсуждавшегося аспекта фильма — его автобиографичности (тема болезненного разрыва мужа и жены, проживших вместе много лет). Во многом этому обсуждению поспособствовал скандал, разгоревшийся после расставания Вуди Аллена и его постоянной актрисы и его подруги Мии Фэрроу. За месяц до премьеры фильма Фэрроу публично обвинила Вуди Аллена в совращении их малолетней дочери Дилан. Когда Фэрроу выступила с обвинением, до конца съёмок фильма оставалось ещё четыре дня, но, как ни странно, оба: и Аллен, и Фэрроу — отработали оставшиеся съёмочные дни. Впоследствии была произведена назначенная полицией медицинская экспертиза, и обвинения в педофилии были сняты с Вуди Аллена. В свою очередь, студия TriStar, надеясь нажиться на столь громком скандале, презентовала «Мужья и жены» в 865 кинотеатрах. Это стало самым большим количеством залов, когда-либо отводившихся под показ фильма Вуди Аллена на территории США.

## В ролях
- Вуди Аллен — проф. Гэбриел Рот
- Миа Фэрроу — Джуди Рот
- Джуди Дэвис — Салли
- Сидни Поллак — Джек
- Джульетт Льюис — Рэйн
- Лиам Нисон — Майкл Гейтс
- Лизетт Энтони — Сэм
- Джеффри Керланд — интервьюер / рассказчик
- Кристи Конауэй — Шон Грейнджер

## Награды и номинации
- 1992 — премия Национального совета кинокритиков США за лучшую женскую роль второго плана (Джуди Дэвис).
- 1993 — две номинации на премию «Оскар»: лучший оригинальный сценарий (Вуди Аллен), лучшая актриса второго плана (Джуди Дэвис).
- 1993 — премия BAFTA за лучший оригинальный сценарий (Вуди Аллен), а также номинация в категории «лучшая актриса» (Джуди Дэвис).
- 1993 — номинация на премию «Золотой глобус» за лучшую женскую роль второго плана (Джуди Дэвис).
- 1993 — номинация на премию «Сезар» за лучший зарубежный фильм (Вуди Аллен).
- 1993 — премия «Золотой жук» за лучший зарубежный фильм.
- 1993 — номинация на премию Гильдии сценаристов США за лучший оригинальный сценарий (Вуди Аллен).